# Patreon
Patreon és un lloc web de micromecenatge per a projectes creatius, fundat el 2013 pel músic Jack Conte (Pomplamoose) i el desenvolupador Sam Yam. Tots dos viuen a San Francisco (Estats Units). Els usuaris que estan inscrits en la plataforma poden rebre diners dels usuaris de forma periòdica, bé amb una quota de subscripció o amb donacions per una obra concreta.
El portal està dirigit a creadors de cultura que pugen contingut a internet de forma regular, entre ells dibuixants, autors de còmics, escriptors, músics, podcasters i videobloguers. D'aquesta manera, poden rebre finançament per als seus projectes directament dels seus seguidors. L'empresa es queda a canvi amb un 5 % sobre cada pagament efectuat.
Des de la seva fundació, Patreon compta amb més de 100.000 creadors de contingut, 2.000.000 de donants, i més de 150 milions de dòlars en contribucions. La plataforma ha pogut consolidar el seu model de negoci gràcies al suport de diversos fons d'inversió.